# ميت مرجا سلسيل
قرية ميت مرجا سلسيل هي إحدى القرى التابعة لمركز الجمالية في محافظة الدقهلية في جمهورية مصر العربية. حسب إحصاءات سنة 2006، بلغ إجمالي السكان في ميت مرجا سلسيل 9707 نسمة، منهم 4915 رجل و4792 امرأة.

## التاريخ
قرية ميت مرجا سلسيل من القرى القديمة، حيث وردت باسم «منية مرجا بن سلسيل» في أعمال الدقهلية ضمن قرى الروك الصلاحي التي أحصاها ابن مماتي في كتاب قوانين الدواوين، كما وردت باسم «منية مرجا بن سلسيل» في أعمال الدقهلية والمرتاحية ضمن قرى الروك الناصري التي أحصاها ابن الجيعان في كتاب «التحفة السنية بأسماء البلاد المصرية». وفي العصر العثماني وردت باسم «منية مرجا بن سلسيل» في التربيع العثماني الذي أجراه الوالي العثماني سليمان باشا الخادم في عصر السلطان العثماني سليمان القانوني ضمن قرى ولاية الدقهلية، وفي تاريخ 1228هـ/1813م الذي عدّ قرى مصر بعد المسح الذي قام به محمد علي باشا باسم «ميت مرجا سلسيل» ضمن قرى مديرية الدقهلية.